# Dvärsätt
Dvärsätt ist ein Tätort südlich der Stadt Krokom in der schwedischen Provinz Jämtlands län. Die Europastraße 14 verläuft östlich des Ortes.

## Herkunft des Namens „Dvärsätt“
Der Name „Dvärsätt“ leitet sich aus dem Altnordischen ab und bedeutet so viel wie „Zwergmilchland“.

## Einwohnerzahl
2010 hatte Dvärsätt 461 Einwohner, 2015 waren es 745.

## Sport
Der 1999 gegründete Golfclub Sandnäset GK hat seinen Sitz in Dvärsätt. Der Golfplatz hat 13 Löcher.
Koordinaten: 63° 18′ N, 14° 28′ O